# Rick Perry
James Richard Perry (Haskell, Texas, 4 de marzo de 1950), conocido como Rick Perry, es un político estadounidense, gobernador del Estado de Texas entre 2000 y 2015. También fue el 39.º vicegobernador de Texas de 1999 a 2000.
Nacido en una familia de agricultores de algodón en Haskell, Texas, Perry se graduó de la Universidad Texas A&M en 1972 y entró en la Fuerza Aérea de los Estados Unidos, cumpliendo un período de cinco años y alcanzando el rango de capitán. Después de dejar la Fuerza Aérea en 1977, Perry regresó a Texas y entró en la política, sirviendo como miembro demócrata de la Cámara de Representantes de Texas de 1985 a 1991. En 1989, Perry cambió de partido y se convirtió en republicano, y fue elegido Agricultura. Comisionado de Texas al año siguiente. En 1998, Perry fue elegido vicegobernador de Texas, convirtiéndose en el primer vicegobernador republicano del estado desde la Reconstrucción.
Perry asumió la gobernación de Texas en diciembre de 2000, después de que el gobernador George W. Bush renunciara tras su elección como presidente. Perry fue reelegido Gobernador tres veces, convirtiéndose en el gobernador con más años de servicio en la historia de Texas. Como gobernador, Perry se identificó como un conservador acérrimo, promulgando políticas fiscales conservadoras, restricciones al aborto y derechos ampliados de armas. Considerado durante mucho tiempo como un posible candidato presidencial, Perry anunció oficialmente su candidatura para la nominación republicana de 2012 a la presidencia.en agosto de 2011. Perry inicialmente se desempeñó bien en las encuestas y mostró una gran destreza en la recaudación de fondos, lo que lo llevó a ser considerado un serio contendiente para la nominación, sin embargo, su apoyo disminuyó debido a las malas actuaciones en los debates y las primeras primarias y se retiró de la carrera en enero de 2012.
Perry se negó a presentarse a la reelección para un cuarto mandato como gobernador y dejó el cargo en 2015, lanzando una segunda campaña presidencial poco después. La segunda campaña presidencial de Perry no logró obtener un apoyo sustancial de las encuestas, la recaudación de fondos o la atención de los medios, lo que lo llevó a retirarse de la carrera después de solo tres meses. Perry fue inicialmente un oponente vocal de la campaña de 2016 de Donald Trump para presidente , sin embargo, más tarde respaldó a Trump después de que aseguró la nominación republicana. Después de ganar la presidencia, Trump nombró a Perry como Secretario de Energía y fue confirmado por el Senado de los Estados Unidos en una votación de 62 a 37 el 2 de marzo de 2017. El 17 de octubre de 2019, Perry informó al presidente Trump que tenía la intención renunciar como secretario de Energía a fin de año. Dejó el cargo el 1 de diciembre de 2019.

## Biografía
Un tejano de quinta generación, Perry nació el 4 de marzo de 1950 en Haskell, Texas, y se crio en Paint Creek, Texas, hijo de los agricultores de algodón de las tierras secas Joseph Ray Perry (1925-2017) y Amelia June Holt Perry (nacida en 1929). Tiene una hermana mayor. La ascendencia de Perry es casi completamente inglesa, y se remonta a las Trece Colonias originales. Su familia ha estado en Texas desde antes de la Revolución de Texas.
Su padre, un demócrata, fue durante mucho tiempo comisionado del condado de Haskell y miembro de la junta escolar. Perry ha dicho que su interés por la política probablemente comenzó en noviembre de 1961, cuando su padre lo llevó al funeral del representante estadounidense Sam Rayburn.
Perry estaba en los Boy Scouts of America (BSA) y obtuvo el rango de Eagle Scout. La BSA ha honrado a Perry con el premio Distinguished Eagle Scout Award.
Perry asistió a la Universidad Texas A&M, donde fue miembro del Cuerpo de Cadetes y la fraternidad Alpha Gamma Rho. Fue elegido secretario social de clase superior, miembro y redpot en Aggie Bonfire, y uno de los cinco "líderes de gritos" de A&M. Se graduó en 1972 con una licenciatura en ciencias animales.
En 1989, dijo: "Probablemente era un poco de espíritu libre, no estaba particularmente bien estructurado para la vida fuera de un régimen militar, no habría durado en Texas Tech o en la Universidad de Texas. Habría golpeado a la fraternidad escena y duró alrededor de un semestre".

### Primeros trabajos
A principios de la década de 1970, Perry realizó una pasantía durante varios veranos con Southwestern Advantage, como vendedor de libros de puerta en puerta. "Considero mi tiempo trabajando para Dortch Oldham [entonces presidente de la familia de empresas Southwestern ] como una de las experiencias formativas más importantes de mi vida", dijo Perry en 2010. "No hay nada que ponga a prueba su compromiso con una meta como conseguir algunas puertas cerradas en tu cara". Dijo que "el Sr. Oldham enseñó a legiones de jóvenes a comunicarse de manera rápida, clara y con pasión, una lección que me ha servido bien en mi vida desde entonces".
Después de graduarse de la universidad en 1972, Perry fue comisionado como oficial en la Fuerza Aérea de los Estados Unidos y completó su entrenamiento de piloto en febrero de 1974. Luego fue asignado como piloto de Lockheed C-130 Hercules con el 772o Escuadrón de Transporte Aéreo Táctico en la Base de la Fuerza Aérea Dyess, ubicado en Abilene, Texas. Los deberes de Perry incluían rotaciones de dos meses en el extranjero en RAF Mildenhall, ubicada en Mildenhall, Inglaterra, y la Base Aérea Rhein-Main, ubicada en Fráncfort del Meno, Alemania. Sus misiones incluyeron un esfuerzo de ayuda por la sequía del Departamento de Estado de EE. UU. En 1974 en Malí, Mauritania y Chad., y en 1976, alivio del terremoto en Guatemala. Dejó la Fuerza Aérea en 1977 con el rango de capitán, regresó a Texas y se dedicó a cultivar algodón con su padre.

## Carrera política temprana

### Legislatura de Texas
En 1984, Perry fue elegido miembro de la Cámara de Representantes de Texas como demócrata por el distrito 64, que incluía su condado natal de Haskell. Se desempeñó en los comités de Asignaciones y Calendarios de la Cámara durante sus tres mandatos de dos años en el cargo. Se hizo amigo de su compañera representante estatal de primer año Lena Guerrero, una demócrata liberal acérrima que respaldó la candidatura a la reelección de Perry en 2006.
Perry era parte de los "Pit Bulls", un grupo de miembros de Asignaciones que se sentaron en el estrado inferior de la sala del comité ("el hoyo") que presionaron por presupuestos estatales austeros durante la década de 1980. En un momento, The Dallas Morning News lo nombró uno de los diez miembros más efectivos de la legislatura.
En 1987, Perry votó por un aumento de impuestos de $ 5.7 mil millones propuesto por el gobernador republicano Bill Clements. Perry apoyó a Al Gore en las primarias presidenciales demócratas de 1988 y trabajó para la campaña de Gore en Texas. El 29 de septiembre de 1989, Perry anunció que cambiaba de partido y se convertía en republicano. En una aparición como invitado en el programa Hannity de Fox, le da crédito parcialmente a Reagan como parte de la razón por la que se convirtió en republicano, también afirmando que cambió de partido político antes que Reagan en su vida.

### Comisionado de Agricultura
En 1990, como republicano recién nombrado, Perry desafió a Jim Hightower, el actual comisionado de agricultura demócrata. Karl Rove era el director de campaña de Perry.
En las primarias republicanas del 13 de marzo de 1990, Perry obtuvo 276,558 votos (47 %), Richard McIver obtuvo 176,976 votos (30 %) y Gene L. Duke, quien ocupó el tercer lugar, obtuvo 132,497 votos (23 %). Dado que Perry no alcanzó el 50% necesario para ganar por completo, se llevó a cabo una segunda vuelta entre Perry y McIver el 10 de abril de 1990. En la segunda vuelta, salió victorioso, obteniendo 96.649 votos (69%) contra los 43.921 votos de McIver. (31 %).
Durante 1990, la oficina de Hightower se vio envuelta en una investigación del FBI sobre corrupción y soborno. En 1993 se condenó a tres ayudantes por utilizar fondos públicos para la recaudación de fondos políticos, aunque no se descubrió que el propio Hightower estuviera involucrado en los delitos. Perry derrotó por estrecho margen a Hightower en noviembre de 1990, obteniendo 1.864.463 votos (49%) frente a los 1.820.145 votos de Hightower (48%).
Rove recaudó $ 3 millones para elevar el perfil de Perry, "mientras empañaba el nombre de Jim Hightower", lo que resultó en que el nombre de Perry se convirtiera en un "nombre familiar en Texas, y el nombre de Hightower en sinónimo de corrupción".
Como Comisionado de Agricultura, Perry fue responsable de promover la venta de productos agrícolas de Texas a otros estados y naciones extranjeras, y de supervisar la calibración de pesos y medidas, como bombas de gasolina y básculas de supermercados.
En abril de 1993, Perry, mientras se desempeñaba como comisionado de agricultura de Texas, expresó su apoyo al esfuerzo por reformar el sistema de salud de la nación y lo describió como "lo más encomiable". El plan de salud, revelado por primera vez en septiembre, no tuvo éxito en última instancia debido a la oposición del Congreso republicano. En 2005, después de ser interrogado sobre el tema por un oponente potencial en las primarias republicanas del gobernador, Perry dijo que expresó su apoyo sólo para que Clinton prestara más atención. a la salud rural.
En 1994, Perry fue reelegido Comisionado de Agricultura por un amplio margen, obteniendo 2.546.287 votos (62 por ciento) frente a los 1.479.692 del demócrata Marvin Gregory (36 por ciento). El libertario Clyde L. Garland recibió los restantes 85,836 votos (2 por ciento). Gregory, un criador de pollos de Sulphur Springs, Texas, estuvo en la Autoridad de Finanzas Agrícolas de Texas con Perry a principios de los noventa como republicano, pero se convirtió en demócrata antes de competir contra Perry en 1994. 

### Teniente gobernador
En 1998, Perry se postuló para vicegobernador. Durante esta elección, Perry tuvo una disputa notable con su anterior estratega político principal Karl Rove, lo que inició la tan conocida rivalidad entre los campos de Bush y Perry. Perry obtuvo 1.858.837 votos (50,04 por ciento) frente a los 1.790.106 (48,19 por ciento) emitidos por el demócrata John Sharp. Perry se convirtió en el primer vicegobernador republicano del estado desde la Reconstrucción, asumiendo el cargo el 19 de enero de 1999.

## Gobernador de Texas
Perry asumió el cargo de gobernador el 21 de diciembre de 2000, luego de la renuncia de George W. Bush, quien se preparaba para convertirse en presidente de los Estados Unidos. Ganó el cargo por derecho propio en las elecciones para gobernador de 2002, donde recibió el 58 % de los votos frente al 40 % del petrolero y empresario Tony Sánchez de Laredo. Fue reelegido en las elecciones para gobernador de 2006 contra tres oponentes importantes, obteniendo el 39 % de los votos contra el segundo congresista estadounidense Chris Bell de Houston con el 30 %. En la elección de gobernador de 2010, Perry se convirtió en el primer gobernador de Texas en ser elegido para tres mandatos de cuatro años, obteniendo el 55% de los votos frente al 42 % del exalcalde de Houston Bill White.

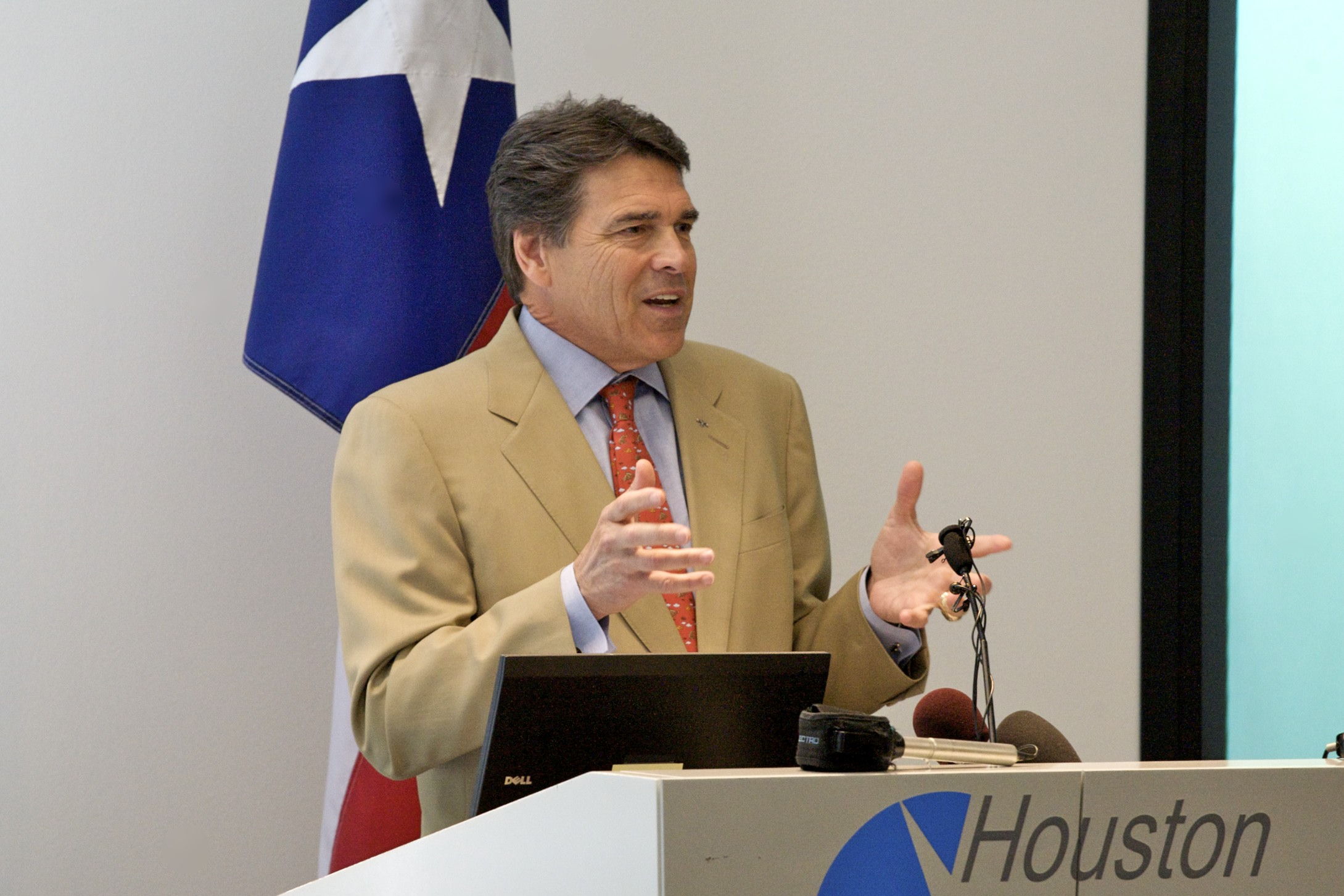
Perry en 2009, cuando era gobernador de Texas.

Según Texans for Public Justice, en sus tres campañas para gobernador, Perry recibió contribuciones de campaña de dinero fuerte de $ 102 millones, la mitad de los cuales provino de 204 donantes. 
En la sesión legislativa de 2001, Perry estableció un récord por su uso del veto, rechazando 82 actos, más que cualquier otro gobernador en una sola sesión legislativa en la historia del estado desde la Reconstrucción. 
En 2003, Perry formó la organización sin fines de lucro, OneStar Foundation, diseñada para conectar a las organizaciones sin fines de lucro con recursos y experiencia para lograr sus misiones y promover el voluntariado. Nombró a la presidenta republicana estatal Susan Weddington, quien renunció a ese cargo después de seis años, como presidenta de OneStar. Ella se fue en 2009 y él eligió a Elizabeth Seale como su sucesora. 
Perry es el cuarto gobernador de Texas (después de Allan Shivers, Price Daniel y John Connally ) que ha cumplido tres o más mandatos, y el único que lo ha hecho como republicano. Es el gobernador con más años de servicio en la historia de Texas y, en el momento en que dejó el cargo, había ocupado el cargo más tiempo que todos los demás gobernadores de EE. UU. En ese momento, excepto Terry Branstad de Iowa.

### Política exterior
Durante su candidatura a las primarias del Partido Republicano en 2012, abogó por "combatir a todos los enemigos [de EEUU], estén donde estén, antes de que ataquen nuestro territorio", incluyendo el envío de militares estadounidenses a México para combatir el narcotráfico.
También dijo que bajo su presidencia no se gastaría "ni un solo céntimo de los contribuyentes" en ayuda exterior sin contrapartida

### Políticas fiscales
En su campaña presidencial, Perry destacó el éxito económico que logró Texas bajo su cargo de gobernador. Algunas fuentes han cuestionado la eficacia de las políticas económicas de Perry. 
Un proclamado defensor del conservadurismo fiscal, Perry a menudo hacía campaña sobre el crecimiento del empleo y cuestiones fiscales, como su oposición a la creación de un impuesto estatal sobre la renta. En 2002, Perry se negó a prometer que no subiría los impuestos como gobernador, y en los años siguientes propuso o aprobó varios aumentos de impuestos y deudas. En 2009, Perry firmó el compromiso de Grover Norquist de "oponerse y vetar todos y cada uno de los esfuerzos para aumentar los impuestos". 
Texas comenzó a pedir dinero prestado en 2003 para pagar las carreteras y se proyectaba que adeudaría $ 17.3 mil millones para fines de 2012, aumentando la deuda estatal total de $ 13.4 mil millones en 2001 a $ 37.8 mil millones en 2011. La autoridad de finanzas públicas del estado vendió $ 2 mil millones en bonos para beneficios de desempleo, y se le autorizó a vender $ 1.5 mil millones más si fuera necesario. Los préstamos federales de Texas superaron los $ 1.6 mil millones en octubre de 2010, antes de la venta de bonos. 
En 2003, Perry firmó una legislación que creó el Texas Enterprise Fund, que desde entonces ha otorgado $ 435 millones en subvenciones a empresas. The New York Times informó que muchas de las empresas que reciben subvenciones, o sus directores ejecutivos, han hecho contribuciones a las campañas de Perry oa la Asociación de Gobernadores Republicanos. (Perry fue nombrado presidente del grupo en 2008 y nuevamente en 2011). Perry fue criticado por apoyar exenciones de impuestos corporativos y otros incentivos, mientras que el gobierno estatal experimentaba déficits presupuestarios.

### Cuidado de la salud
Como gobernador, Perry se opuso a las propuestas de reforma del sistema de salud federal y de la Ley de Protección al Paciente y Atención Médica Asequible que describió a esta última como "socialismo en suelo estadounidense". Su enfoque en Texas estaba en la reforma de responsabilidad civil, firmando un proyecto de ley en 2003 que restringía los daños no económicos en los juicios por negligencia médica. Perry promocionó este enfoque en su campaña presidencial, aunque analistas independientes han concluido que no ha logrado aumentar la oferta de médicos ni limitar los costos de atención médica en Texas. 
Durante la gobernación de Perry, Texas subió del segundo al primer estado entre los estados con la mayor proporción de residentes sin seguro (26%) y tuvo el nivel más bajo de acceso a atención prenatal en los EE. UU. Perry y la legislatura estatal recortaron el gasto de Medicaid. El Los Angeles Times escribió que bajo Perry, "los trabajadores de Texas se han visto cada vez más excluidos de la atención médica privada mientras que la red de seguridad del estado se ha debilitado". 
La oficina de Perry dijo que Texas representa un modelo de enfoque del sector privado para la atención médica. Su portavoz dijo: "Texas proporciona una red de seguridad adecuada para quienes realmente lo necesitan [...] y muchas personas simplemente eligen no comprar cobertura de atención médica". 
Perry está en contra del aborto y ha firmado proyectos de ley con reglas o restricciones para los procedimientos de aborto y su financiación. 
En diciembre de 2011, Perry dijo que había experimentado una "transformación" y que ahora se oponía a todos los abortos, incluidos los casos de violación e incesto. Al día siguiente aclaró que permitiría una excepción para los abortos que salvarían la vida de la madre. 
En febrero de 2007, Perry emitió una orden ejecutiva que ordenaba que las niñas de Texas recibieran la vacuna contra el VPH, que protege contra algunas cepas del virus del papiloma humano, un factor que contribuye a algunas formas de cáncer de cuello uterino. Tras la medida, los medios de comunicación informaron sobre varias conexiones financieras aparentes entre Perry y el fabricante de la vacuna, Merck. El comité de acción política de Merck ha contribuido $ 28,500 desde 2001 a las campañas de Perry. La orden fue criticada por algunos padres y conservadores sociales, y ese mes se presentó una demanda. En mayo de 2007, la Legislatura de Texas aprobó un proyecto de ley que anula la orden; Perry no vetó el proyecto de ley, diciendo que el veto habría sido anulado, pero culpó a los legisladores que apoyaron el proyecto de ley por las muertes de futuras víctimas texanas de cáncer de cuello uterino. 
El 1 de julio de 2011, Perry se sometió a una cirugía de células madre adultas en Houston y comenzó a "sentar las bases" para la comercialización de la industria de células madre adultas en Texas. 

### Religión
En 2006, Perry dijo que creía en la infalibilidad de la Biblia y que aquellos que no aceptan a Jesús como su Salvador irán al infierno. Un par de días después, aclaró: "No sé si hay algún ser humano que tenga la capacidad de interpretar cuál será Dios y su decisión final". 
En su libro de 2008 On My Honor, Perry expresó sus puntos de vista sobre la Cláusula de Establecimiento y la Cláusula de Libre Ejercicio de la Constitución de Estados Unidos. "Seamos claros: no creo que el gobierno, que cobra impuestos a las personas independientemente de su fe, deba abrazar una fe específica. Tampoco creo que debamos permitir que una pequeña minoría de ateos sanee nuestro diálogo civil de referencias religiosas". 
En junio de 2011, Perry proclamó el 6 de agosto como un Día de oración y ayuno e invitó a otros gobernadores a unirse a él en una reunión de oración organizada por la Asociación de la Familia Estadounidense en Houston. El evento fue criticado por ir más allá de la oración y el ayuno para incluir el lanzamiento de la campaña presidencial de Perry. 
Perry se ha llamado a sí mismo "un firme creyente en el diseño inteligente como una cuestión de fe e intelecto", y ha expresado su apoyo a su enseñanza junto con la evolución en las escuelas de Texas, pero también ha dicho que "los educadores y los funcionarios escolares locales, no el gobernador, deberían determinar el plan de estudios de ciencias".

### Educación
En 2005, Perry dijo que no "aprobaría un presupuesto educativo que reduzca los aumentos salariales de los maestros, los libros de texto, la tecnología educativa y las reformas educativas. Y no puedo permitir que $ 2 mil millones se queden en alguna cuenta bancaria cuando pueden ir directamente al aula". 
Tras un segundo rechazo del proyecto de ley de Perry, Perry le pidió a John Sharp que encabezara un grupo de trabajo encargado de preparar un plan de educación bipartidista, que posteriormente fue adoptado. 
En 2001, Perry expresó su orgullo por la promulgación del estatuto que extiende la matrícula estatal a los inmigrantes indocumentados que cumplen con los requisitos de residencia de Texas. También requería que los estudiantes indocumentados se comprometieran a solicitar la residencia permanente o la ciudadanía si esto se volviera una posibilidad para ellos. En septiembre de 2014, el gobernador Perry declaró durante un debate su continuo apoyo al programa. 

### Derechos LGBTE
Perry hablando en la Conferencia de Acción Política Conservadora de 2015 en National Harbor, Maryland
En 2002, Perry describió la ley de Texas contra la sodomía entre personas del mismo sexo como "apropiada". Al año siguiente, la Corte Suprema de Estados Unidos anuló el estatuto en Lawrence v. Texas, determinando que violaba la Decimocuarta Enmienda a la Constitución.
En su libro de 2010, Perry hizo referencia a la decisión de Lawrence escribiendo "Los tejanos tienen una visión del mundo diferente a la de los nueve oligarcas con túnicas". En 2011, Perry admitió que no sabía sobre la decisión de Lawrence ; cuando le dijeron que el caso de la Corte Suprema había derogado la ley contra la sodomía de Texas, Perry dijo: "No voy a tomar el examen de la barra [...] No sé cuántos casos legales [...] Mi La posición sobre el matrimonio tradicional es clara [...] No necesito un caso de ley federal para explicarme". 
Perry apoyó la Proposición 2 de Texas en 2005, una propuesta electoral que enmendó la constitución de Texas al definir el matrimonio como "solo una unión entre un hombre y una mujer" y prohibir al estado crear o reconocer "cualquier estatus legal idéntico o similar al matrimonio" ( como las uniones civiles ). 
En 2011, después de que Nueva York legalizara el matrimonio entre personas del mismo sexo, Perry dijo que tenían derecho a hacerlo según el principio de los derechos de los estados en la Décima Enmienda. Un portavoz reiteró más tarde el apoyo de Perry a una enmienda constitucional federal que prohíbe el matrimonio entre personas del mismo sexo, diciendo que la posición no era inconsistente, ya que una enmienda requeriría la ratificación de tres cuartos de los estados. 
Después de que la Corte Suprema de los EE. UU. dictara en Obergefell v. Hodges en 2015 que el derecho fundamental al matrimonio está garantizado a las parejas del mismo sexo por la Constitución, Perry condenó la decisión, diciendo: "Soy un firme creyente en el matrimonio tradicional, y También creo que la Décima Enmienda deja a cada estado decidir este tema". 
En su primer libro, On My Honor, publicado en 2008, Perry trazó un paralelo entre la homosexualidad y el alcoholismo, escribiendo que él "no es un experto en el debate 'naturaleza versus crianza'", pero los homosexuales deberían simplemente elegir la abstinencia. 
Durante la campaña presidencial de 2012, criticó la derogación de la política de "no preguntes, no digas" del ejército estadounidense. Perry dijo que usar la ayuda exterior como una herramienta política contra países extranjeros que violan los derechos humanos de los homosexuales "no está en los intereses de Estados Unidos" y era parte de una "guerra contra los valores estadounidenses tradicionales". 
Perry, un Eagle Scout, ha pedido a los Boy Scouts que continúen con la prohibición de la homosexualidad y culpó a Estados Unidos por no estar a la altura de los ideales de los Scouts. 

### Crimen
Las campañas de Perry para vicegobernador y gobernador se centraron en una postura dura contra el crimen. Ha apoyado subvenciones en bloque para programas contra el crimen. 
Jeff L. Blackburn, abogado principal del Proyecto Inocencia de Texas, dijo de Perry que "ha hecho más bien que cualquier otro gobernador que hayamos tenido [...] a menos que, por supuesto, implique la pena de muerte. la pena de muerte, Rick Perry tiene un profundo bloqueo mental". 
En 2007, Perry firmó una ley que puso fin al arresto automático por posesión de cannabis. 

### Pena de muerte
Perry apoya la pena de muerte. En junio de 2001, que vetó la prohibición de la ejecución de retrasados mentales internos. En 2011, durante un debate televisado para candidatos presidenciales, dijo que "nunca había luchado" con la cuestión de la posible inocencia de alguno de los 234 presos ejecutados hasta la fecha mientras era gobernador. 
Los casos en los que Perry ha sido criticado por su falta de intervención incluyen los de Cameron Todd Willingham y los mexicanos José Medellín y Humberto Leal García. 
Perry conmutó la pena de muerte de Kenneth Foster, quien fue declarado culpable de asesinato a pesar de las pruebas de que solo estuvo presente en la escena del crimen. Foster fue condenado bajo una ley de Texas que responsabiliza a los conspiradores en ciertos casos de homicidio. En este caso, ató a Foster al gatillo. Perry planteó dudas sobre la ley e instó a la legislatura a reexaminar el tema. "Creo que la decisión correcta y justa es conmutar la sentencia de Foster de la pena de muerte a la cadena perpetua", dijo Perry. 
Perry también se negó a conceder una suspensión de la ejecución en 2004 en el caso de Cameron Todd Willingham, a pesar de que una investigación de la Comisión de Ciencias Forenses de Texas determinó que partes de la investigación original pueden no haber examinado correctamente todas las pruebas. Perry dijo en 2009 que "Willingham era un monstruo. Era un tipo que asesinó a sus tres hijos, que trató de golpear a su esposa para que abortara para que no tuviera esos hijos. Persona tras persona se ha levantado y testificado sobre los hechos de este caso que, francamente, no todos ustedes están cubriendo” y luego reemplazó al presidente y otros miembros de la Comisión Científica antes de una reunión sobre el caso. Se creía que los reemplazos estaban potencialmente relacionados con la elección programada para el año siguiente. 

### Infraestructura
En 2002, Perry propuso el Trans-Texas Corridor, una red de transporte de $ 175 mil millones que incluiría una red de 4,000 millas de carreteras, ferrocarriles y líneas de servicios públicos y sería financiada por inversionistas privados. Los planes para el proyecto se abandonaron en 2009 a favor de más proyectos viales incrementales. 

### Propiedad de armas
Perry tiene una calificación A + de la Asociación Nacional del Rifle. Posee una licencia de transporte oculto (CCL) y ha firmado varios proyectos de ley que aumentaron el acceso a CCL. 

### Inmigración
Durante un gran aumento de la inmigración ilegal a través de la frontera sur de Estados Unidos en el verano de 2014, Perry criticó al presidente estadounidense, Barack Obama, diciendo que el aumento era "una crisis humanitaria que tiene la capacidad de detener". El 21 de julio de 2014, Perry anunció que enviaría 1.000 soldados de la Guardia Nacional para asegurar la frontera. Aunque los niveles de inmigración ilegal disminuyeron más del 70% después de que Perry desplegó la Guardia Nacional, PolitiFact calificó su afirmación de que la disminución se debió al aumento como "en su mayoría falsa". 
En 2016, The Texas Tribune escribió que "Perry ha sido durante mucho tiempo un crítico de la construcción de un muro o cerca a lo largo de la frontera". Después de que Trump ganó la nominación presidencial republicana en 2016, Perry abrazó completamente el muro fronterizo propuesto por Trump. 

### Veto controversia y exoneración
El 15 de agosto de 2014, Perry fue acusado formalmente por un gran jurado del condado de Travis. El primer cargo de la acusación fue abuso de la capacidad oficial, que desde entonces ha sido declarada inconstitucional, por amenazar con vetar $ 7,5 millones en fondos para la Unidad de Integridad Pública, un departamento estatal de fiscales de corrupción pública. El segundo cargo, que desde entonces también ha sido declarado inconstitucional, fue la coacción de un funcionario público, por buscar la renuncia de la fiscal de distrito del condado de Travis, Rosemary Lehmberg, una demócrata, luego de que fue condenada por conducir ebria y encarcelada. 
Perry se declaró inocente de ambos cargos. Los partidarios de Perry calificaron los cargos de políticos y partidistas, y varios comentaristas demócratas, incluidos David Axelrod, Matthew Yglesias y Jonathan Chait, declararon que creían que los cargos eran débiles o injustificados. 
En febrero de 2016, Perry fue absuelto de todos los cargos. 
La Corte de Apelaciones Criminales de Texas dictaminó que las cortes no podían limitar el poder de veto y que procesar a Perry por su acción viola "la disposición de separación de poderes de la Constitución de Texas" e infringe el derecho de libertad de expresión de la Primera Enmienda de Perry. 

### Jubilación como gobernador
Ver también: Posiciones políticas de Rick Perry y elecciones presidenciales de Estados Unidos de 2016
Al final de su tercer mandato completo, había cumplido más de 14 años consecutivos en el cargo. Una encuesta de la Universidad de Texas en Austin - Texas Tribune publicada en junio de 2013, mostró que Perry lideraba al posible retador principal, el fiscal general Greg Abbott, por dos dígitos, 45-19 %. En febrero, la misma encuesta tenía a Perry a la cabeza por un margen de 3 a 1 (49-17 %) de 32 puntos sobre Abbott. 
Sin embargo, Perry decidió no postularse para la reelección para un cuarto mandato completo, anunciando frente a familiares y seguidores en la sede de Holt Cat en San Antonio el 8 de julio de 2013, que se retiraría en su lugar. 
Perry se retiró con el décimo mandato de gobernador más largo en la historia de los Estados Unidos al final de su mandato el 20 de enero de 2015 con 5,143 días, así como el récord del gobernador de Texas con más años de servicio.

## Elecciones presidenciales de 2012
Perry fue considerado como un candidato potencial desde las elecciones presidenciales de 2008, inicialmente negó que estuviera interesado en el cargo, pero luego se volvió más abierto. Lanzó formalmente su campaña el 13 de agosto de 2011 en Charleston, Carolina del Sur. 
Si bien inicialmente tuvo éxito en la recaudación de fondos y fue considerado brevemente un competidor serio para la nominación, luchó durante los debates y sus números de encuestas comenzaron a disminuir. Después de terminar quinto con poco más del 10 % de los votos en las asambleas de Iowa el 3 de enero de 2012, Perry consideró abandonar la carrera presidencial, pero no lo hizo. Después de una mala actuación en New Hampshire y con números de encuestas "rezagados" en Carolina del Sur, Perry anunció formalmente que suspendería su campaña el 19 de enero de 2012. 

## Campaña presidencial 2016
Casi inmediatamente después de las elecciones de 2012, Perry fue mencionado como un posible candidato a la presidencia en las elecciones presidenciales de 2016, y un artículo de la revista Time en julio de 2013 decía que "todo está alineado para que Rick Perry sea el candidato republicano a la presidencia en 2016".  
Perry lanzó oficialmente su candidatura presidencial de 2016 el 4 de junio de 2015 en Addison, Texas. Una versión de la canción de Colt Ford "Answer To No One" resonó por los altavoces, mientras Perry subía al escenario. Luego anunció su candidatura en la conferencia de prensa programada. 
Perry se retiró el 11 de septiembre de 2015, convirtiéndose en el primero en el campo de los principales candidatos en abandonar, luego de una mala votación después del primer debate. En las semanas anteriores a su abandono de la carrera, la campaña de Perry estaba en una situación financiera desesperada, gastando casi cuatro veces más de lo que recaudó. 
El 25 de enero de 2016, Perry apoyó al senador de los Estados Unidos Ted Cruz (R-TX) para presidente. El 5 de mayo de 2016, luego de la suspensión de la campaña presidencial de Cruz, Perry apoyó a Donald Trump para la presidencia. 

## Secretaría de Energía
El 12 de diciembre de 2016, varias fuentes informaron que el presidente electo Trump nominaría a Perry como secretario de Energía. El 14 de diciembre de 2016, se anunció oficialmente que Perry sería nominado como Secretario de Energía por el presidente electo Trump. La nominación inicialmente se enfrentó a fuertes críticas ya que Perry había pedido la abolición del Departamento de Energía durante su campaña presidencial de 2012 y no había podido recordar el nombre del departamento durante un debate presidencial. Su nominación fue aprobada por un voto de 16 a 7 del Comité de Energía y Recursos Naturales del Senado de los Estados Unidos el 31 de enero de 2017. 
El 2 de marzo de 2017, el Senado de los Estados Unidos votó 62 a 37 para confirmar a Perry. El mes siguiente, Perry ordenó un estudio de la red eléctrica de Estados Unidos con especial consideración a la energía del carbón. 
En una entrevista de CNBC el 19 de junio de 2017, cuando se le preguntó sobre el papel de la actividad humana en el reciente aumento de la temperatura de la Tierra, Perry dijo: “El hecho es que esto no debería ser un debate sobre '¿Está cambiando el clima? el hombre tiene un efecto sobre ella? Sí, lo somos. La pregunta debería ser cuánto y cuáles son los cambios de política que debemos hacer para lograrlo". 
En noviembre de 2017, Perry sugirió que el uso de combustibles fósiles para iluminar lugares peligrosos en África podría reducir la agresión sexual, diciendo: "Cuando las luces están encendidas, cuando tienes una luz que ilumina la justicia, por así decirlo, en ese tipo de actos". Perry fue criticado por el Sierra Club por "explotar la lucha de los más afectados por el cambio climático". 
Durante una semana en noviembre de 2018, se informó que Estados Unidos se había convertido en un exportador neto de petróleo, poniendo fin temporalmente a casi 75 años continuos de dependencia del petróleo extranjero. 
El 4 de octubre de 2019, el New York Times informó que se esperaba que renunciara como Secretario de Energía a fines de 2019, según información de fuentes anónimas. El 17 de octubre de 2019, Perry le dijo a Trump que renunciaría antes de fin de año, y que finalmente se iría a principios de diciembre. 

### Escándalo Trump-Ucrania
Un poco más de un mes después de que Perry asistiera a la toma de posesión de Zelenskiy en mayo de 2019, Ucrania otorgó el contrato a los partidarios de Perry después de que Perry recomendara a uno para ser el asesor energético de Zelensky. La recomendación se hizo cuando Zelensky intentaba asegurar los casi $ 400 millones en ayuda militar estadounidense. Una semana después de que Perry asistiera a la inauguración, "Ukrainian Energy", una nueva empresa conjunta entre la firma de inversión SigmaBleyzer de Michael Bleyzer y Aspect Energy de Alex Cranberg, presentó una oferta para un contrato de perforación de 50 años en un sitio controlado por el gobierno de Ucrania llamado Varvynska. 
Una llamada telefónica del 25 de julio de 2019 entre Trump y el presidente de Ucrania Volodímir Zelenski, condujo en septiembre a una denuncia de denuncia de irregularidades y una investigación de juicio político contra Trump. Dos semanas después de que se iniciara la investigación, Trump afirmó en una conferencia telefónica con líderes republicanos del Congreso que solo había hecho la llamada telefónica a instancias de Perry. El portavoz de Perry dijo que Perry había sugerido que Trump discutiera la seguridad energética con Zelensky, pero la energía no se mencionó en el memorando publicado públicamente sobre las conversaciones, que en cambio se centró en Trump pidiéndole a Zelensky que iniciara investigaciones sobre Joe Biden, Hunter Biden, Crowdstrike y las elecciones presidenciales estadounidenses de 2016. Según las instrucciones de Trump a principios de este año, Perry habló con Rudy Giuliani sobre Ucrania, lo que confirmó Mick Mulvaney. Perry negó haber mencionado a los Biden en sus discusiones con Trump o funcionarios ucranianos. Mulvaney había puesto a Gordon Sondland, Kurt Volker y Perry a cargo de la gestión de las relaciones entre Ucrania y Estados Unidos en lugar de los diplomáticos en el Consejo de Seguridad Nacional y el Departamento de Estado de los Estados Unidos. 
Perry fue mencionado en octubre de 2019 por exfuncionarios estadounidenses en relación con informes de que planeaba reemplazar a Amos Hochstein como miembro de la junta de Naftogaz con alguien alineado con los intereses republicanos. Perry negó los informes. En noviembre de 2019, tanto Sondland como David Holmes, quien se desempeña como consejero de asuntos políticos en la Embajada de Estados Unidos en Ucrania, testificaron que Perry había desempeñado un papel importante en la campaña de Ucrania, y Holmes incluso describió a Perry, junto con Sondland y Volker, fue uno de los "Tres Amigos" que ayudó directamente tanto a Trump como a Giuliani.

## Carrera fuera de la política
En febrero de 2015, Perry anunció que se uniría a la junta directiva de Energy Transfer Partners, que posee y opera una de las carteras de activos energéticos más grandes de los Estados Unidos, y Sunoco Partners, otra importante compañía energética de Dallas. Según las presentaciones de la SEC, Perry renunció a los directorios de ambas empresas el 31 de diciembre de 2016. A principios de enero de 2020, Perry se unió al directorio de LE GP, socio general de Energy Transfer. En febrero de 2020, Perry se reincorporó a la junta directiva de MCNA Dental como director de estrategia y vicepresidente. 

### Bailando con las estrellas
El 30 de agosto de 2016, Perry fue anunciado como una de las celebridades que competiría en la temporada 23 de Dancing with the Stars. Se asoció con la bailarina profesional Emma Slater. Perry y Slater fueron eliminados en la tercera semana de competencia y terminaron en el duodécimo lugar.

## Vida personal
Perry creció en la Iglesia Metodista Unida. Él y su familia eran miembros de la Iglesia Metodista Unida de Tarrytown en Austin hasta 2010, cuando comenzaron a asistir a la Iglesia Lake Hills, una megaiglesia cristiana evangélica no confesional en el oeste del condado de Travis. Perry le dijo al Austin American-Statesman que comenzó a asistir a Lake Hills porque estaba cerca de la casa de alquiler donde vivían él y su esposa mientras se renovaba la Mansión del Gobernador. Fue bautizado en 2014. 

## Acusación de abuso de poder
El 15 de agosto de 2014, Rick Perry fue acusado por un gran jurado del condado de Travis (Texas), a raíz de una investigación para saber si este retuvo millones de dólares de la oficina del fiscal de distrito. 
El gran jurado acusa a Perry, de 63 años, de abusar de sus funciones oficiales, un delito de primer grado, y la coacción de un funcionario público.